# Штырма
Штырма — река в России, протекает в Республике Мордовия. Левый приток реки Сура.

## География
Река Штырма берёт начало юго-западнее посёлка Атяшево. Течёт на юг по открытой местности, в районе села Паракино поворачивает на восток. Устье реки находится в 389 км по левому берегу реки Сура.
Длина реки — 65 км, по другим данным около 52 км. Площадь водосборного бассейна — 469 км². Глубина до 0,8—1,0, в ямах — 1,5—2,0 м. Скорость течения около 0,4—0,6 м/с. Прозрачность довольно высокая — до 0,6—0,7 м. Ширина реки около 4—8 м. Уровень воды зависит в основном от количества снега и дождей. Дно сложено мелкой галькой с примесью песка, в ямах — дно илистое. В верхнем течении находится рыбоводное хозяйство «Медаевское» с несколькими прудами различной площади. Берега ровные, поросшие в основном различными видами ив. В верхнем и среднем течении протекает по безлесистой местности, в нижнем — в лесной (к берегам вплотную подступает лес).

## Данные водного реестра
По данным государственного водного реестра России относится к Верхневолжскому бассейновому округу, водохозяйственный участок реки — Сура от Сурского гидроузла и до устья реки Алатырь, речной подбассейн реки — Сура. Речной бассейн реки — (Верхняя) Волга до Куйбышевского водохранилища (без бассейна Оки).
Код объекта в государственном водном реестре — 08010500312110000036890.